# Problème des universaux

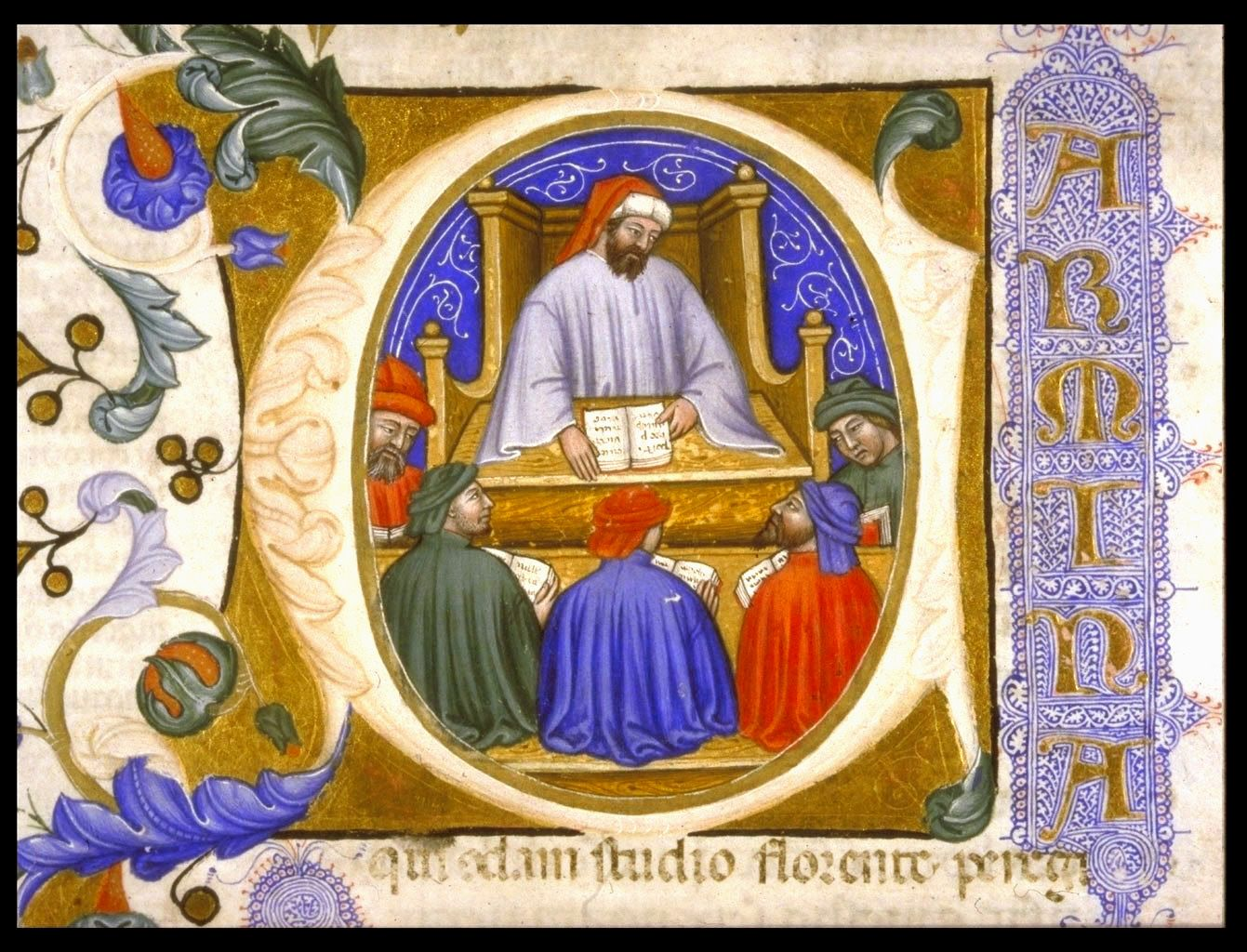
Boèce enseignant à ses étudiants.

En métaphysique, le problème des universaux est la question de savoir si les propriétés existent, et si oui, ce qu'elles sont. Les propriétés sont des qualités ou relations que partagent deux ou plusieurs entités. Ces divers types de propriétés, telles que qualités et relations sont désignés sous le nom « universaux ». On peut par exemple imaginer trois porte-gobelets sur une table qui ont en commun la qualité d'« être circulaire » ou  d'« illustrer la circularité » , ou deux filles qui ont en commun d'« être la fille de Michel ». Il y a beaucoup de ces propriétés comme être humain, rouge, mâle ou femelle, liquide, petit ou grand, plus grand que, père de etc.
Alors que les philosophes s'accordent sur le fait que les êtres humains parlent et pensent sur les propriétés, ils sont en désaccord quant à la question de savoir si ces universaux existent dans la réalité ou simplement dans la pensée et la parole.

## Positions
Il existe de nombreuses positions philosophiques concernant les universaux

### Réalisme
Le réalisme platonicien (aussi appelé réalisme extrême, ou réalisme exagéré), affirme que les universaux sont réels et qu'ils existent distinctement, indépendamment des particuliers qui les instancient.
Les réalistes ont tendance à soutenir que les universaux doivent être posés comme des entités distinctes afin de rendre compte de divers phénomènes. Un argument réaliste courant qui se trouve dans les écrits de Platon est que les universaux sont nécessaires pour que certains mots généraux aient un sens et pour que les phrases dans lesquelles ils apparaissent soient vraies ou fausses. Prenez la phrase "Djivan Gasparyan est un musicien" par exemple. Le réaliste peut prétendre que cette phrase n'a de sens et n'exprime une vérité que parce qu'il y a un individu, Djivan Gasparyan, qui possède une certaine qualité : la musicalité. Par conséquent, on suppose que la propriété est un universel distinct de l'individu particulier qui possède la propriété.

### Réalisme modéré
Réalisme modéré (aussi appelé réalisme fort ou aristotélicien) est le rejet du réalisme extrême. Cette position établit la vision d'un universel comme étant celle de la qualité à l'intérieur d'une chose et de toute autre chose qui lui est individuelle; (le point de vue selon lequel les universaux sont des entités réelles, mais leur existence dépend des particularités qui les illustrent).

### Nominalisme
Les nominalistes affirment que seuls les individus ou les particuliers existent, et nient que les universaux soient réels (c'est-à-dire existant en tant qu'entités ou êtres). Le terme « nominalisme » vient du latin « nomen » (« nom ») : lorsque nous attribuons à plusieurs entités une qualité commune, cette qualité ne serait qu'un nom, un mot, et non une réalité. La maxime universalia post res exprime ce point de vue : les universaux sont des constructions a posteriori et à partir des choses réelles, et non des choses réelles. 
N'étant qu'une construction intellectuelle, dans cette conception du monde les universaux sont donc contingents et même s'ils peuvent être utiles on peut s'en passer pour rendre compte de tous les phénomènes. Les nominalistes y voit un argument en faveur de leur doctrine, en application du rasoir d'Occam (ce dernier étant un nominaliste) dont le principe de simplicité rend préférable les explications postulant le moins d'entités.
Différentes variantes et versions du nominalisme ont été approuvées ou défendues par beaucoup, y compris Chrysippus, Ibn Taymiyyah, Guillaume d'Ockham, Ibn Khaldoun, Rudolf Carnap, Nelson Goodman, David Lewis, H . H. Prix ,et D. C. Williams.

### Conceptualisme
Le conceptualisme est une position qui s'articule entre réalisme et nominalisme. Les conceptualistes croient que les universaux peuvent en effet être réels, mais n'exister que sous forme de concepts dans l'esprit. Les conceptualistes soutiennent que le "concept" d'universaux ne sont pas de simples "inventions mais sont le reflet de similitudes entre des choses particulières elles-mêmes". Par exemple, le concept d'« homme » reflète finalement une similitude entre Socrate et Kant.

### Illustration
En prenant la "beauté" comme exemple :
- Réalisme platonicien : La beauté est une propriété qui existe sous une forme idéale indépendamment de tout esprit ou objet de la réalité.
- Réalisme modéré : La beauté est une propriété qui n'existe que parce que de belles choses existent.
- Nominalisme : La beauté n'existe que dans le mot attribué à une désignation.
- Conceptualisme : La beauté est une propriété construite dans l'esprit, elle n'existe donc que dans la description des choses.